# Fallacia del tasso di base
La fallacia del tasso di base, chiamato anche ignoranza del tasso di base o bias del tasso di base, è una fallacia statistica. Quando si presentano informazioni relative al tasso di base di incidenza generale di una particolare malattia/condizione/stato insieme a informazioni specifiche (cioè informazioni relative a uno specifica indagine/campionamento), le persone tendono a ignorare il tasso di incidenza di base a favore delle informazioni legate alle situazioni specifiche, piuttosto che integrare correttamente le due.

## Paradosso dei falsi positivi
Un esempio della fallacia del tasso di base è quanto le persone siano sorprese dal paradosso dei falsi positivi: si tratta di situazioni in cui ci sono più risultati di test falsi positivi che veri positivi, sebbene lo strumento di testing abbia una accuratezza anche piuttosto elevata. Ad esempio, potrebbe essere che su 1.000 persone testate per un'infezione, 50 di loro risultano positive a un certo test, ma ciò è dovuto al fatto che 10 tra queste persone sono realmente malate e 40 sono falsi positivi. Si potrebbe erroneamente pensare che dunque il test non sia affidabile. Tuttavia, la probabilità di un risultato positivo del test è determinata non solo dall'accuratezza del test, ma anche dalle caratteristiche della popolazione campionata. Quando la proporzione di coloro che hanno una determinata condizione è inferiore al tasso di falsi positivi del test, anche i test che hanno una probabilità molto bassa di dare un falso positivo in un singolo caso daranno più falsi positivi che veri positivi nel complesso. Il paradosso sorprende la maggior parte delle persone.
Questo paradosso è particolarmente contro-intuitivo quando si interpreta un risultato positivo in un test su una popolazione molto piccola in percentuale dopo aver lavorato con numerosi risultati positivi tratti da una popolazione molto numerosa in percentuale. Se il tasso di falsi positivi del test è superiore alla proporzione della nuova popolazione con la condizione, un amministratore del test, la cui esperienza è basata su frequenti indagini condotte in una popolazione ad alta prevalenza, può arrivare a concludere dall'esperienza che un risultato positivo del test di solito indica un soggetto positivo, quando in realtà è molto più probabile che si sia verificato un falso positivo.

## Esempi

### Esempio 1: Test di verifica di positività a una certa malattia

#### Popolazione ad alta incidenza
| Numero delle persone | Infetto             | Non infetto         | Totale |
| -------------------- | ------------------- | ------------------- | ------ |
| Test positivo        | 400 (vero positivo) | 30 (falso positivo) | 430    |
| Test negativo        | 0 (falso negativo)  | 570 (vero negativo) | 570    |
| Totale               | 400                 | 600                 | 1000   |

Immaginiamo di eseguire un test per una malattia infettiva su una popolazione A di 1000 persone, di cui il 40% è infetto. Il test ha un tasso di falsi positivi del 5% (0,05) e nessun tasso di falsi negativi. Il risultato atteso dei 1000 test sulla popolazione A sarebbe:
Persone infette con il test che indica la positività (vero positivo)
1000 × 40/100 = 400 persone sono effettivamente malate e con test positivo
Persone non infette con test erroneamente positivo (falso positivo)
1000 × 100 – 40/100 × 0.05 = 30 persone
I restanti 570 test sono correttamente negativi.
Così, nella popolazione A, una persona che riceve un test positivo potrebbe essere oltre il 93% fiducioso (400/30 + 400) di avere ricevuto una diagnosi di infezione corretta.

#### Popolazione a bassa incidenza
| Numero delle persone | Infetto            | Non infetto         | Totale |
| -------------------- | ------------------ | ------------------- | ------ |
| Test positivo        | 20 (vero positivo) | 49 (falso positivo) | 69     |
| Test negativo        | 0 (falso negativo) | 931 (vero negativo) | 931    |
| Totale               | 20                 | 980                 | 1000   |

Consideriamo ora lo stesso test applicato alla popolazione B, in cui solo il 2% è infetto. Il risultato atteso di 1000 test sulla popolazione B sarebbe:
Infetto con test positivo (vero positivo)
1000 × 2/100 = 20 persone sono veri positivi
Non infetto con test che indica la malattia (falso positivo)
1000 × 100 – 2/100 × 0.05 = 49 persone ricevono una diagnosi errata
I restanti 931 (= 1000 - (49 + 20)) test sono correttamente negativi.
Nella popolazione B, solo 20 delle 69 persone totali con un risultato positivo del test sono effettivamente infette. Quindi, la probabilità di essere effettivamente infettato dopo aver avuto un risultato positivo al test è solo il 29% (20/20 + 49) nonostante il test sia "accurato al 95%".
Un tester con esperienza di situazioni come quelle nel gruppo A potrebbe trovare un paradosso che nel gruppo B, un test che di solito aveva indicato correttamente l'infezione ora risulti piena di falsi positivi. La confusione della probabilità a posteriori di infezione con la probabilità a priori di ricevere un falso positivo è un errore piuttosto comune quando si riceve un risultato di un test per un disturbo pericoloso per la salute.

### Esempio 2: Conducenti ubriachi
Un gruppo di agenti di polizia ha un etilometro che rileva falsa ubriachezza nel 5% dei casi in cui l'autista è sobrio. Tuttavia, gli etilometri non mancano mai di rilevare una persona veramente ubriaca. Un guidatore su mille guida ubriaco. Supponiamo che gli agenti di polizia fermino un guidatore a caso per somministrare un test dell'etilometro. Il test indica che l'autista è ubriaco. Diamo per scontato che tu non sappia nient'altro sulla persona testata. Qual è la probabilità che sia davvero ubriaco?
Molti risponderebbero fino al 95%, ma la probabilità corretta è di circa il 2%.
Una spiegazione è la seguente: in media, per ogni 1.000 conducenti testati,
- 1 guidatore è ubriaco ed è sicuro al 100% che per quel guidatore c'è un vero risultato positivo del test, quindi c'è 1 vero risultato positivo del test
- 999 conducenti non sono ubriachi e tra questi conducenti ci sono il 5% di falsi positivi, quindi ci sono 49,95 risultati falsi positivi

Pertanto, la probabilità che uno dei conducenti tra i 1 + 49,95 = 50,95 risultati positivi del test sia davvero ubriaco è {\displaystyle 1/50.95\approx 0.019627}.
La validità di questo risultato, tuttavia, dipende dalla validità del presupposto iniziale che l'agente di polizia abbia fermato l'autista veramente a caso, e non a causa di una cattiva guida. Se questo o un altro motivo non arbitrario per fermare il conducente era presente, il calcolo andrebbe rifatto includendo la probabilità che un guidatore ubriaco guidi con competenza e la probabilità che un guidatore non ubriaco guidi con (in)-competenza.
Più formalmente, la stessa probabilità di circa 0,02 può essere stabilita utilizzando il teorema di Bayes. L'obiettivo è trovare la probabilità che il conducente sia ubriaco dato che l'etilometro ha indicato di essere ubriaco, che può essere rappresentato come
{\displaystyle p(\mathrm {ubriaco} \mid D)}
dove D significa che l'etilometro indica che il conducente è davvero ubriaco. Il teorema di Bayes ci dice che
{\displaystyle p(\mathrm {ubriaco} \mid D)={\frac {p(D\mid \mathrm {ubriaco} )\,p(\mathrm {ubriaco} )}{p(D)}}.}
Ci è stato detto quanto segue nel primo paragrafo:
{\displaystyle p(\mathrm {ubriaco} )=0.001,}
{\displaystyle p(\mathrm {sobrio} )=0.999,}
{\displaystyle p(D\mid \mathrm {ubriaco} )=1.00,}e
{\displaystyle p(D\mid \mathrm {sobrio} )=0.05.}
Come puoi vedere dalla formula, è necessario valorizzare p ( D ) per il teorema di Bayes, che si può calcolare dai valori precedenti usando la legge della probabilità totale:
{\displaystyle p(D)=p(D\mid \mathrm {ubriaco} )\,p(\mathrm {ubriaco} )+p(D\mid \mathrm {sobrio} )\,p(\mathrm {sobrio} )}
che dà
{\displaystyle p(D)=(1.00\times 0.001)+(0.05\times 0.999)=0.05095.}
Inserendo questi numeri nel teorema di Bayes, si trova che
{\displaystyle p(\mathrm {ubriaco} \mid D)={\frac {1.00\times 0.001}{0.05095}}=0.019627.}

### Esempio 3: Identificazione di un terrorista
Supponiamo che in una città di 1 milione di abitanti ci siano 100 terroristi e 999.900 non terroristi. Per semplificare l'esempio, si ipotizza che tutte le persone presenti in città siano abitanti. Pertanto, la probabilità di base che un abitante della città selezionato a caso sia un terrorista è 0,0001 e la probabilità di base che lo stesso abitante sia un non terrorista è 0,9999. Nel tentativo di catturare i terroristi, la città installa un sistema di allarme con una telecamera di sorveglianza e un software di riconoscimento facciale automatico.
Il software ha due tassi di errore dell'1%:
- Il tasso di falsi negativi: se la telecamera scansiona un terrorista, l'allarme suonerà il 99% delle volte e non suonerà l'1% delle volte.
- Il tasso di falsi positivi: se la telecamera scansiona un non terrorista, l'allarme non suonerà il 99% delle volte, ma suonerà l'1% delle volte.

Supponiamo ora che un abitante faccia scattare l'allarme. Qual è la possibilità che la persona sia un terrorista? In altre parole, qual è P (T | B), la probabilità che un terrorista sia stato scoperto dato il suono dell'allarme? Uno che commette la "fallacia del tasso di base" dedurrebbe che esiste una probabilità del 99% che la persona rilevata sia un terrorista. Sebbene l'inferenza sembri avere senso, in realtà si tratta di un ragionamento errato. I calcoli seguenti mostrano che le chance che la persona sia un terrorista sono effettivamente vicine all'1%, non al 99%.
L'errore deriva dal confondere la natura di due diversi tassi di fallimento. Il "numero di non-terroristi per 100 terroristi" e il "numero di non-terroristi per 100 allarmi" sono quantità indipendenti. Uno non è necessariamente uguale all'altro e non devono nemmeno essere vicini come valore, come nel nostro esempio. Per dimostrarlo, considera cosa accade se un sistema di allarme identico fosse installato in una seconda città senza terroristi. Come nella prima città, l'allarme suona per 1 su 100 abitanti non-terroristi rilevati, ma a differenza della prima città, l'allarme non suona mai per un terrorista. Pertanto, il 100% di tutte le occasioni in cui suona l'allarme sono per i non-terroristi, ma non è nemmeno possibile calcolare un tasso di falsi negativi. Il "numero di non terroristi per 100 campane" in quella città è 100, ma P (T | B) = 0%. Non ci sono possibilità che un terrorista sia stato scoperto dato il suono dell'allarme.
Immagina che l'intera popolazione della prima città di un milione di persone passi davanti alla telecamera. Circa 99 dei 100 terroristi faranno scattare l'allarme, e così faranno circa 9.999 dei 999.900 non terroristi. Saranno quindi circa 10.098 le persone a far scattare l'allarme, tra le quali circa 99 saranno terroristi. Quindi, la probabilità che una persona che fa scattare l'allarme sia effettivamente un terrorista, è solo di circa 99 su 10.098, che è inferiore all'1% e molto, molto inferiore alla nostra stima iniziale del 99%.
L'errore del tasso di base è così fuorviante in questo esempio perché ci sono molti più non terroristi che terroristi e il numero di falsi positivi (non-terroristi scansionati come terroristi) è molto maggiore dei veri positivi (il numero reale di terroristi).

## Risultati in psicologia
Negli esperimenti, si è scoperto che le persone preferiscono informazioni più specifiche rispetto alle informazioni generali quando le prime sono disponibili.
In alcuni esperimenti, agli studenti è stato chiesto di stimare le medie dei voti (GPA) di studenti ipotetici. Quando venivano fornite statistiche rilevanti sulla distribuzione del GPA, gli studenti tendevano a ignorarle se si fornivano informazioni descrittive sullo studente in particolare, anche se le nuove informazioni descrittive erano ovviamente di scarsa o nessuna rilevanza per il rendimento scolastico. Questa scoperta è stata utilizzata per sostenere che i colloqui sono una parte non necessaria del processo di ammissione all'università perché gli intervistatori non sono in grado di scegliere i candidati idonei meglio delle statistiche di base.
Gli psicologi Daniel Kahneman e Amos Tversky hanno tentato di spiegare questa scoperta in termini di una semplice regola o "euristica" chiamata rappresentatività . Hanno sostenuto che molti giudizi relativi alla probabilità, o causa ed effetto, si basano su quanto una cosa sia rappresentativa di un'altra, o di una categoria. Kahneman considera la negligenza del tasso di base una forma specifica di negligenza dell'estensione. Richard Nisbett ha sostenuto che alcuni pregiudizi di attribuzione come l'errore fondamentale di attribuzione sono esempi dell'errore del tasso di base: le persone non usano le "informazioni di consenso" (il "tasso di base") su come gli altri si sono comportati in situazioni simili e preferiscono invece attribuzioni disposizionali più semplici.
Vi è un notevole dibattito in psicologia sulle condizioni in cui le persone utilizzano o meno le informazioni sul tasso di base. I ricercatori del programma euristiche-e-pregiudizi hanno sottolineato i risultati empirici che mostrano che le persone tendono a ignorare i tassi di base e fare inferenze che violano alcune norme del ragionamento probabilistico, come il teorema di Bayes. La conclusione tratta da questa linea di ricerca è stata che il pensiero probabilistico umano è fondamentalmente difettoso e soggetto a errori. Altri ricercatori hanno sottolineato il legame tra processi cognitivi e formati di informazioni, sostenendo che tali conclusioni non sono generalmente giustificate.
Considera di nuovo l'esempio 2 di cui sopra. L'inferenza richiesta è stimare la probabilità (posteriore) che un guidatore (scelto a caso) sia ubriaco, dato che il test dell'etilometro è positivo. Formalmente, questa probabilità può essere calcolata utilizzando il teorema di Bayes, come mostrato sopra. Tuttavia, esistono diversi modi per presentare le informazioni rilevanti. Considera la seguente variante formalmente equivalente del problema:
1 guidatore su 1000 guida ubriaco. Gli etilometri non mancano mai di rilevare una persona veramente ubriaca. Per 50 dei 999 conducenti che non sono ubriachi, l'etilometro mostra falsamente ubriachezza. Supponiamo che i poliziotti fermino un guidatore a caso e lo costringano a fare un test dell'etilometro. Il test indica che è ubriaco. Diamo per scontato che tu non sappia nient'altro su di lui. Qual è la probabilità che sia davvero ubriaco?
In questo caso, le informazioni numeriche rilevanti - p (ubriaco), p ( D | ubriaco), p ( D | sobrio), sono presentate in termini di frequenze naturali rispetto a una certa classe di riferimento (vedi problema della classe di riferimento). Studi empirici mostrano che le inferenze delle persone corrispondono più strettamente alla regola di Bayes quando le informazioni sono presentate in questo modo, aiutando a superare la trascuratezza di base dei non addetti ai lavori e degli esperti. Di conseguenza, organizzazioni come la Cochrane Collaboration consigliano di utilizzare questo tipo di formato per la comunicazione delle statistiche sulla salute. Insegnare alle persone a tradurre questo tipo di problemi di ragionamento bayesiano in formati di frequenza naturale è più efficace che insegnare loro semplicemente a collegare le probabilità (o percentuali) nel teorema di Bayes. È stato anche dimostrato che le rappresentazioni grafiche delle frequenze naturali (ad esempio, file di icone) aiutano le persone a fare inferenze migliori.
Perché i formati di frequenza naturale sono utili? Una ragione importante è che questo formato di informazioni facilita l'inferenza richiesta perché semplifica i calcoli necessari. Questo può essere visto quando si utilizza un modo alternativo di calcolare la probabilità richiesta p (ubriaco | D ):
{\displaystyle p(\mathrm {ubriaco} \mid D)={\frac {N(\mathrm {ubriaco} \cap D)}{N(D)}}={\frac {1}{51}}=0.0196}
dove N (ubriaco ∩ D ) indica il numero di conducenti che sono ubriachi e ottengono un risultato positivo all'etilometro, e N ( D ) indica il numero totale di casi con un risultato positivo dell'etilometro. L'equivalenza di questa equazione con la precedente segue dagli assiomi della teoria della probabilità, secondo la quale N (ubriaco ∩ D ) = N × p ( D | ubriaco) × p (ubriaco). È importante sottolineare che, sebbene questa equazione sia formalmente equivalente alla regola di Bayes, non è psicologicamente equivalente. L'uso di frequenze naturali semplifica l'inferenza perché l'operazione matematica richiesta può essere eseguita su numeri naturali, invece di frazioni normalizzate (cioè, probabilità), perché rende più trasparente l'alto numero di falsi positivi e perché le frequenze naturali mostrano esplicitamente una "struttura con insiemi innestati".
Non tutti i formati di frequenza facilitano il ragionamento bayesiano. Le frequenze naturali si riferiscono alle informazioni sulla frequenza che risultano dal campionamento naturale, che preserva le informazioni sul tasso di base (ad esempio, il numero di conducenti ubriachi quando si prende un campione casuale di conducenti). Questo è diverso dal campionamento sistematico, in cui i tassi di base sono fissati a priori (ad esempio, negli esperimenti scientifici). In quest'ultimo caso non è possibile inferire la probabilità a posteriori p (ubriaco | test positivo) confrontando il numero di conducenti ubriachi e risultando positivi rispetto al numero totale di persone che ottengono un risultato positivo dell'etilometro, perché le informazioni sul tasso di base non sono preservate e devono essere reintrodotte esplicitamente usando il teorema di Bayes.